# Al-Dana (nahija)
Nahija Al-Dana (ar. ناحية الدانا‎) je nahija u okrugu Harem, u sirijskoj pokrajini Idlib. Po popisu iz 2004. (prije rata), nahija je imala 60.058 stanovnika. Administrativno sjedište je u naselju Al-Dana.